# Marta Morandi
Marta Morandi (Montevideo, 27 de mayo de 1936-Montevideo, 31 de marzo de 2004) fue una artista visual y docente uruguaya. Trabajó con dibujo, collage, collage tridimensional, arte textil y técnicas mixtas. Sus creaciones generan universos sutiles, con una gran carga personal.

## Biografía
Nació en Montevideo, el 27 de mayo de 1936. Egresó del Instituto de Profesores Artigas como Profesora de Dibujo, tarea que desempeñó en enseñanza secundaria y en el Instituto de Profesores Artigas entre 1988 y 1999. Como artista, comenzó su formación a partir del año 1958 en el Taller Torres García, teniendo como maestros a Guillermo Fernández y Horacio Torres. Posteriormente continuó su formación con José Gurvich. En 1959 realizó un viaje de estudios a la 5.ª Bienal de Arte de San Pablo, junto con integrantes del taller, donde tuvo contacto con la obra de grandes artistas.
Falleció en Montevideo el 31 de marzo de 2004.

## Exposiciones
2020. Intimae, exposición individual, Museo Gurvich
2017. Cajas constructivas, Galería de las Misiones, Montevideo
2012. Mañana... ¡Levántese azul! José Gurvich, una paideia desvelada, colectiva, Museo Gurvich
2008. Maderas con alma de Torres, colectiva con Fonseca, Ribeiro, Gurvich, Goitiño y Deliotti, Otero, Galería Tejería Loppacher
2006. Resonancias constructivas, colectiva con Goitiño, Deliotti, Collell, Parrillo, López Gironi, Piria-Jauregui y Maslach, Galería Tejería Loppacher
2005. Exposición individual, Galería de la Bahía
1965. Pinturas y tapices, colectiva con Juan Cavo y Héctor Goitiño, Club Neptuno
1960. 125.ª exposición del Taller Torres García en Paysandú

## Obra
Su obra abarca diversas técnicas, utilizando dibujo, pintura, collages y collages textiles y bordados.